# マンドリル属

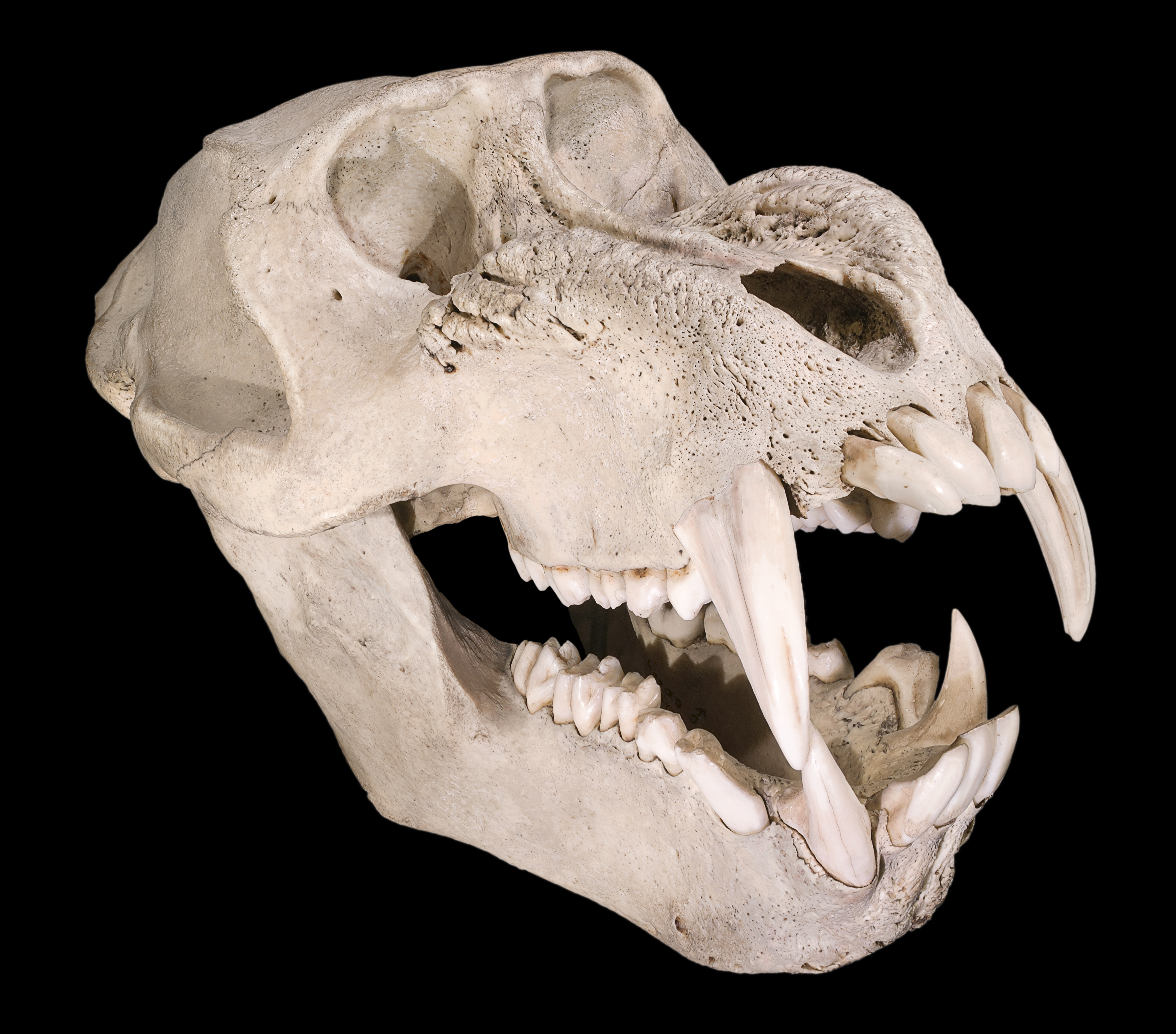
雄のマンドリルの頭蓋骨

マンドリル属（Mandrillus）とはマンドリルとその近縁種であるドリルが属するサル目（霊長目）オナガザル科の属である。これら2種は近年までヒヒ属に属する単一種の亜種とされてきた。マンドリル属の両種は長く延びた口吻の両脇に長い筋を持つ。成体の雄マンドリルの筋は青く、ドリルの筋は黒い。両種は地上性で、中部アフリカの多雨林または時に草原に生息する。